# Sliačske travertíny
Sliačske travertiny jsou přírodní rezervace v katastrálním území obce Liptovské Sliače v okrese Ružomberok v Žilinském kraji na Slovensku. Chráněné území bylo vyhlášeno v roce 1951 a jeho rozloha je 7,02 hektaru. Předmětem ochrany je mofetový pramen ve slatiništi na loukách se sintrovým podkladem. Leží na severní straně Nízkých Tater, asi osm kilometrů východně od Ružomberku mezi obcemi Liptovské Sliače a Partizánska Ľupča v nadmořské výšce 583 metrů.
Jedná se o travertinovou kopu s kráterem na vrcholu. Dochází zde k výronům plynů ze země, které mají občas za následek úhyn menších ptáků a drobných živočichů. Na travertinovém podkladu se vyskytují zákonem chráněné vápnomilné rostliny. Na úpatí kopy vyvěrá minerální mofetový pramen vody se stálou teplotou přibližně 16 °C). Podél níže tekoucího potoka roste slatinná flóra – zejména rákos obecný (Phragmites australis), ale i vzácné druhy jako například skřípinka smáčknutá (Blysmus compressus), skřípinec Tabernaemontanův (Schoenoplectus tabernaemontani), vachta trojlistá (Menyanthes trifoliata) a bařička přímořská (Triglochin maritima).